# Роликовые лыжи

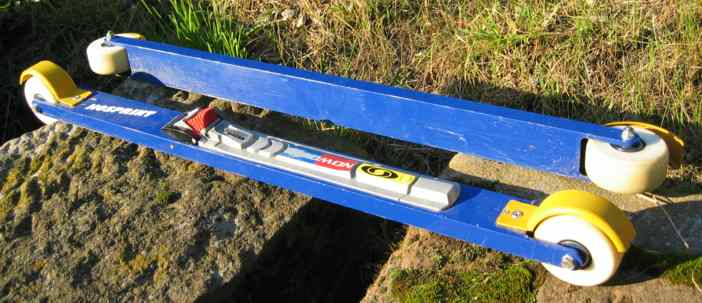
Лыжероллеры

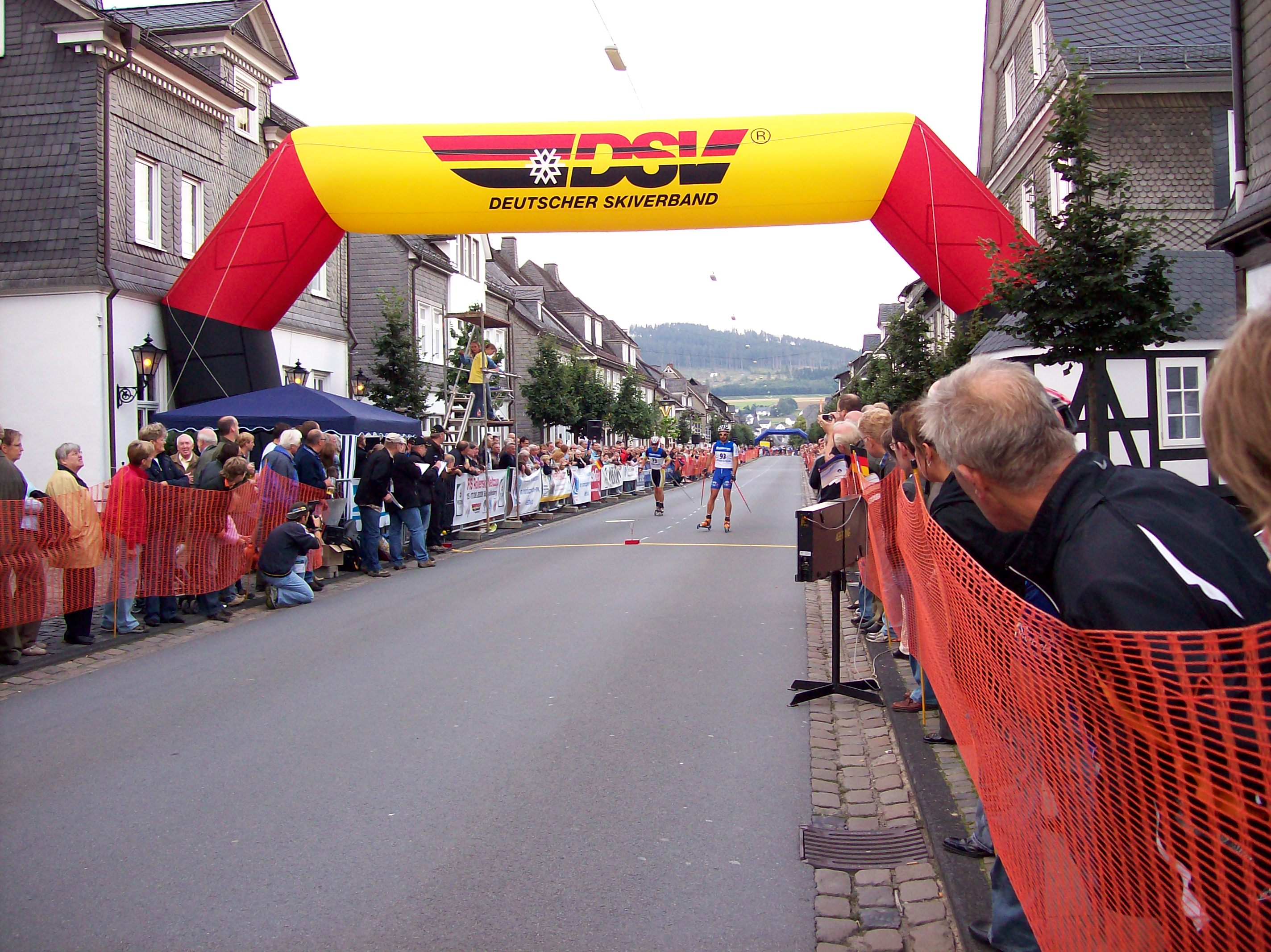
Кубок по роликовым лыжам в Шмалленберге (Schmallenberg), 2008

Роликовые лыжи или лыжероллеры имеет два значения:
1. Спортивный инвентарь — средство для передвижения по твёрдой поверхности, имитирующее лыжи, использующее для передвижения колёса, закреплённые на платформе, на которой стоит спортсмен.
2. Вид спорта, официально признанный Международной федерацией лыжного спорта, в котором используются роликовые лыжи.

Первоначально роликовые лыжи применялись как средство тренировки лыжников в летнее время. Однако позднее роликовые лыжи превратились в самостоятельный вид спорта, по которому проводятся соревнования различного уровня.

### Виды лыжероллеров
Все лыжероллеры, как и беговые лыжи, делятся на классические и коньковые.
Классические лыжероллеры имеют длину рамы по осям колес не менее 70см, диаметр колеса от 70мм и больше, ширина колеса от 38мм и шире. Так же одно из колес, переднее или заднее, имеет храповый механизм, не позволяющий колесу крутиться назад. Это позволяет совершить толчок, как на классических лыжах.
Коньковые лыжероллеры имеют длину рамы от 530мм, диаметр колеса от 70мм и больше, ширина колеса от 30мм и уже.
Храповый механизм отсутствует. В настоящее время наиболее популярны размеры колес 70/80*30мм и 100*24мм (как у роликовых коньков).
Также лыжероллеры можно разделить на скоростные и тренировочные.
Скоростные роллеры являются развитием лыжероллеров как самостоятельного вида спорта и сделаны для достижения максимальных скоростей.
Тренировочные служат, прежде всего, лыжникам в межсезонный период, как средство подготовки к лыжному сезону. Скоростные качества колес таких роллеров, прежде всего, должны соотносится со скоростью беговых лыж.
Наиболее распространенная классификация колес тренировочных роллеров:
1 - самые быстрые колеса, имитируют скорость скольжения лыж по льду, заледенелой трассе.
2 - колеса, имитирующие скорость скольжения лыж по снегу при наиболее благоприятных условиях (твердая трасса, средне-морозная температура, средняя влажность).
3 - колеса, имитирующие скорость скольжения лыж по снегу при менее благоприятных условиях (свежий снег, мягкая трасса, низкая или высокая температура,  низкая или высокая влажность).
4 - самые медленные колеса. Они медленнее скорости лыж при любых условиях. Такие колеса применяются для силовых тренировок, т.к. обеспечивают большое сопротивление движению.
В зависимости от типа тренировок, целей и задач тренер и спортсмен подбирают подходящие для конкретной тренировки колеса.

## История

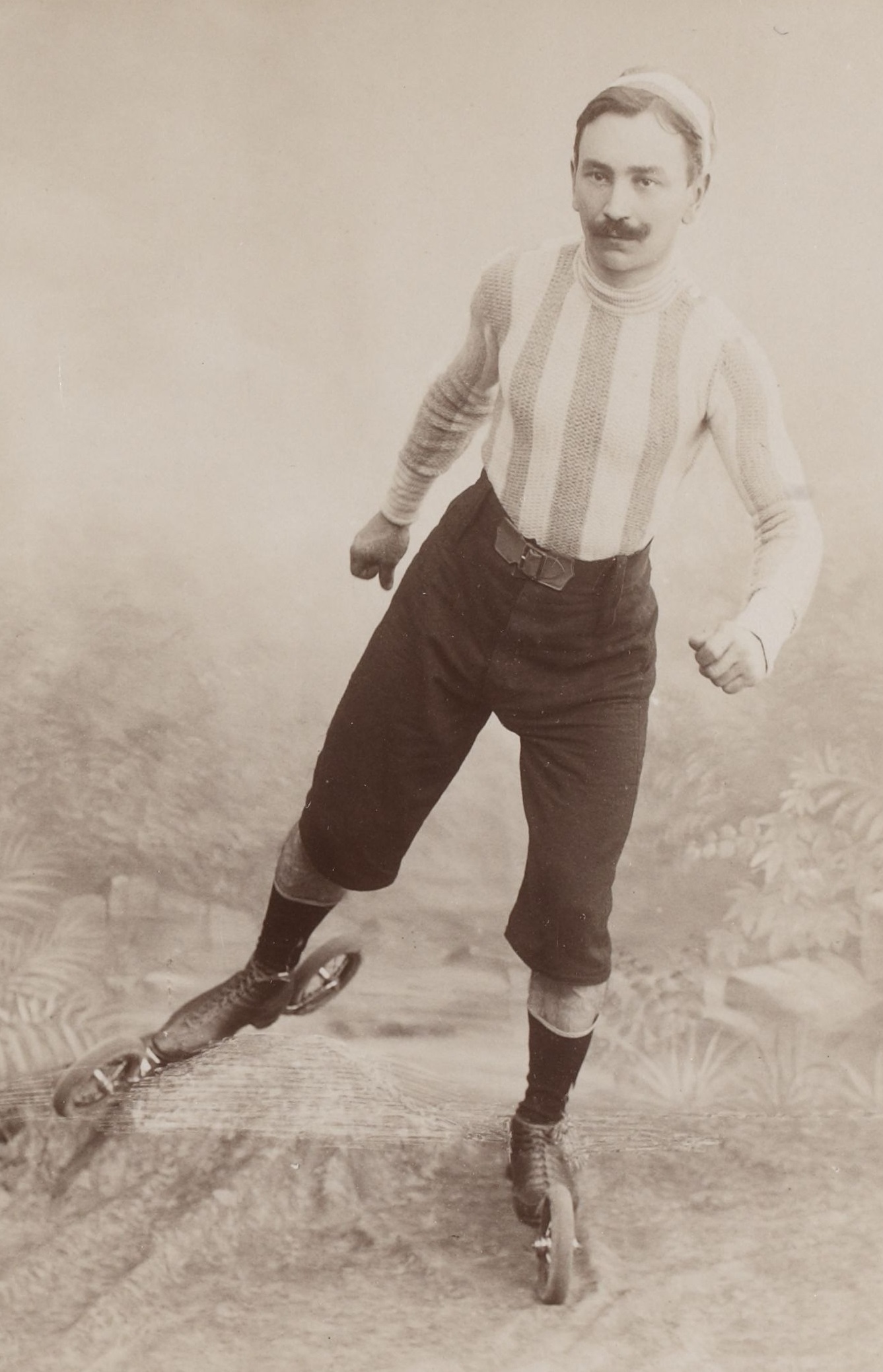
роликовые лыжи (удлиненные роликовые коньки) 1898 год

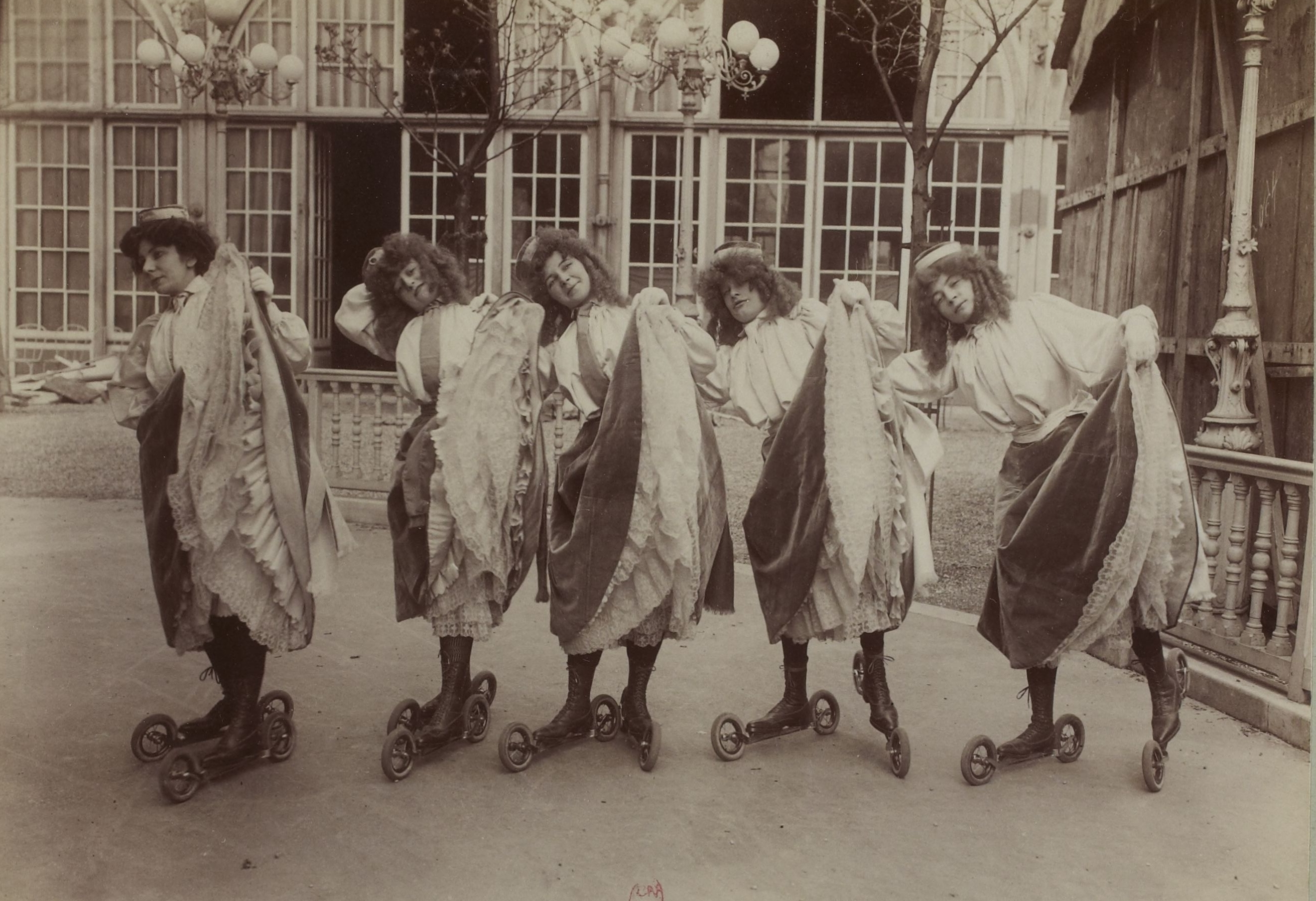
1899 год

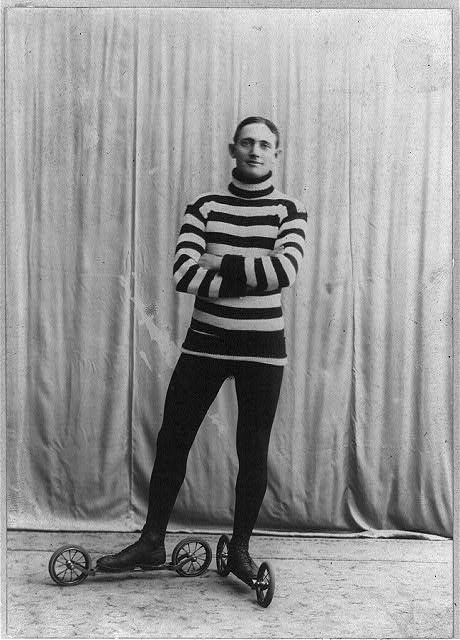
роликовые лыжи 1905 год

Прообраз роликовых лыж появился в 19 веке.
До 1970-х годов роликовые лыжи использовались в основном как средство тренировок лыжников в летний период. В 1970-е годы начали проводиться соревнования по роликовым лыжам. В то время лыжероллеры имели один ролик впереди и два сзади. Металлическая рама-платформа имела размер от 70 до 100 см. Постепенно лыжероллеры, совершенствуясь, приобрели сегодняшний вид – с двумя колесами (по одному впереди и сзади), благодаря итальянцу Паоло Миорин, который и считается изобретателем этой инновации.
Развитие конструкций лыжероллеров привело к появлению отдельного вида спорта – гонок на лыжероллерах, которые стали очень популярными во многих городах Европы.
В 1976 году лётчик Giustino Del Vecchio  установил рекорд в Монца, Италия, пройдя 240,5 км за 24 часа. Это стало возможным благодаря тому, что он использовал для лыж современные достижения авиаиндустрии.
Соревнования по роликовым лыжам постепенно приобретали международный статус. В 1985 году была создана Европейская лыжероллерная федерация, а в 1988 году в Нидерландах был проведён первый Чемпионат Европы.
В 1992 году на конгрессе ФИС роллерные лыжи были включены в лыжные виды спорта в качестве нового вида спорта.
Первые Всемирные гонки по лыжероллерам были проведены FIS в 1993 году в Гааге.
В 2000 году  (с 30 августа по 3 сентября) в Голландии прошел первый Чемпионат мира.
В настоящее время Чемпионат мира по роллерным лыжам организовывается раз в два года, в то время как ежегодно - с июня по сентябрь - в Центральной или Северной Европе проводятся от 5 до 10 гонок Кубка мира. 
Кроме того, проводятся соревнования различного уровня по летнему биатлону.
В настоящее время используются роликовые лыжи как для классического хода, так и для конькового хода.
Поскольку во время соревнований лыжники достигают скорости более 60 км/час, а средняя скорость составляет около 30 км/час, лыжники обязательно используют средства, обеспечивающие безопасность: шлем и очки.

## Заключение
В целом лыжероллеры, довольно хорошо имитируют лыжные ходы, тем самым завоевав прочное место в тренировках лыжников, не только профессиональных, но и любителей. Однако роллеры как самостоятельный вид спорта также уже получили широкую популярность, в том числе и в России.
Лыжероллеры можно рассматривать и как отличный вид фитнеса, т.к. польза от них такая же, как и у лыж.